# 東有馬
東有馬（ひがしありま）は、神奈川県川崎市宮前区の町名。現行行政地名は東有馬1丁目から東有馬5丁目。住居表示実施済み区域。面積は全域で1.166km²。

## 地理
宮前区の南部に位置し、有馬川が流れている。域内には有馬第一団地・有馬第二団地といった市営住宅や県営有馬団地が建つなど宅地となっているほか、東名川崎インターチェンジに近いこともあり、倉庫も立ち並んでいる。
東有馬は北端で馬絹と、東端で野川の宮前区域と、南端で横浜市都筑区のすみれが丘・北山田・東山田と、西端で有馬と接している（特記のない町域は川崎市宮前区）。

### 地価
住宅地の地価は、2025年（令和7年）1月1日の公示地価によれば、東有馬2-4-5の地点で20万9000円/m²、
東有馬3-3-4の地点で21万8000円/m²、東有馬4-24-9の地点で22万5000円/m²、東有馬5-39-7の地点で22万2000円/m²となっている。

## 歴史
当地は、中世から昭和に至るまで有馬の一部であり、「下有馬」と呼ばれることもあったが、平成に入った直後に独立した住居表示となった。戦後すぐまでは山林が多くを占めていたものの、宅地開発や東名川崎ICができるなどの変化により、大半の緑が失われた。

### 沿革
- 1989年（平成元年）2月27日 - 住居表示の実施に伴い、有馬と野川の各一部から、東有馬1丁目から東有馬5丁目を新設[5][13]。

## 世帯数と人口
2025年（令和7年）3月31日現在（川崎市発表）の世帯数と人口は以下の通りである。
| 丁目        | 世帯数    | 人口     |
| ----------- | --------- | -------- |
| 東有馬1丁目 | 904世帯   | 2,089人  |
| 東有馬2丁目 | 1,484世帯 | 3,551人  |
| 東有馬3丁目 | 977世帯   | 1,962人  |
| 東有馬4丁目 | 1,262世帯 | 2,338人  |
| 東有馬5丁目 | 1,655世帯 | 2,899人  |
| 計          | 6,282世帯 | 12,839人 |

### 人口の変遷
国勢調査による人口の推移。
| 年                 | 人口   |
| ------------------ | ------ |
| 1995年（平成7年）  | 11,920 |
| 2000年（平成12年） | 12,202 |
| 2005年（平成17年） | 12,552 |
| 2010年（平成22年） | 13,025 |
| 2015年（平成27年） | 12,849 |
| 2020年（令和2年）  | 12,872 |

### 世帯数の変遷
国勢調査による世帯数の推移。
| 年                 | 世帯数 |
| ------------------ | ------ |
| 1995年（平成7年）  | 4,292  |
| 2000年（平成12年） | 4,661  |
| 2005年（平成17年） | 5,051  |
| 2010年（平成22年） | 5,418  |
| 2015年（平成27年） | 5,458  |
| 2020年（令和2年）  | 5,761  |

## 学区
市立小・中学校に通う場合、学区は以下の通りとなる（2022年4月時点）。
| 丁目        | 番・番地等                                                                        | 小学校               | 中学校             |
| ----------- | --------------------------------------------------------------------------------- | -------------------- | ------------------ |
| 東有馬1丁目 | 全域                                                                              | 川崎市立宮崎小学校   | 川崎市立宮崎中学校 |
| 東有馬2丁目 | 1～13番 14番1・23～31号 14番37号～最終号 15番1号・27号～最終号 16～29番、31～35番 | 川崎市立宮崎小学校   | 川崎市立宮崎中学校 |
| 東有馬2丁目 | 14番2～22・32～36号 15番2～26号                                                   | 川崎市立西野川小学校 | 川崎市立野川中学校 |
| 東有馬2丁目 | 41番27～38号                                                                      | 川崎市立南野川小学校 | 川崎市立野川中学校 |
| 東有馬2丁目 | 30番、36番～41番26号 41番39～48号                                                 | 川崎市立有馬小学校   | 川崎市立有馬中学校 |
| 東有馬3丁目 | 全域                                                                              | 川崎市立有馬小学校   | 川崎市立有馬中学校 |
| 東有馬4丁目 | 全域                                                                              | 川崎市立有馬小学校   | 川崎市立有馬中学校 |
| 東有馬5丁目 | 全域                                                                              | 川崎市立有馬小学校   | 川崎市立有馬中学校 |

## 事業所
2021年（令和3年）現在の経済センサス調査による事業所数と従業員数は以下の通りである。
| 丁目        | 事業所数  | 従業員数 |
| ----------- | --------- | -------- |
| 東有馬1丁目 | 38事業所  | 207人    |
| 東有馬2丁目 | 63事業所  | 627人    |
| 東有馬3丁目 | 66事業所  | 440人    |
| 東有馬4丁目 | 25事業所  | 174人    |
| 東有馬5丁目 | 59事業所  | 504人    |
| 計          | 251事業所 | 1,952人  |

### 事業者数の変遷
経済センサスによる事業所数の推移。
| 年                 | 事業者数 |
| ------------------ | -------- |
| 2016年（平成28年） | 235      |
| 2021年（令和3年）  | 251      |

### 従業員数の変遷
経済センサスによる従業員数の推移。
| 年                 | 従業員数 |
| ------------------ | -------- |
| 2016年（平成28年） | 1,685    |
| 2021年（令和3年）  | 1,952    |

## 交通

### バス
鷺沼駅·フレルさぎ沼と、東急バス東山田営業所、センター北駅、センター南駅、小杉駅の各方面を結ぶバス（川崎市交通局と東急バスが運行）と溝の口駅と、川崎市バス井田営業所、有馬第二団地の各方面を結ぶバス（川崎市交通局が運行）が当地を経由している。

### 道路
- 国道246号 - 北端を通過している。

## 施設
- 東京電力有馬変電所
- 宮前休日急患診療所[24]
- 川崎信用金庫有馬支店
- 川崎有馬郵便局
- 川崎有馬温泉
- ライフ東有馬店
  - 有馬療養温泉旅館（霊光泉）[25]
- メディカルプラザD東有馬

### 教育施設
- 川崎市立有馬小学校
- 有馬白百合幼稚園

## その他

### 日本郵便
- 郵便番号 : 216-0002[3]（集配局 : 宮前郵便局[26]）

### 警察
町内の警察の管轄区域は以下の通りである。
| 丁目        | 番・番地等 | 警察署     | 交番・駐在所 |
| ----------- | ---------- | ---------- | ------------ |
| 東有馬1丁目 | 全域       | 宮前警察署 | 有馬交番     |
| 東有馬2丁目 | 全域       | 宮前警察署 | 有馬交番     |
| 東有馬3丁目 | 全域       | 宮前警察署 | 有馬交番     |
| 東有馬4丁目 | 全域       | 宮前警察署 | 有馬交番     |
| 東有馬5丁目 | 全域       | 宮前警察署 | 有馬交番     |